# 最外包
最外包（さいがいほう、英: Extreme capsule）は、脳にある白質線維路の1つである。最外包は前障と島皮質の間を走っている。

## 画像

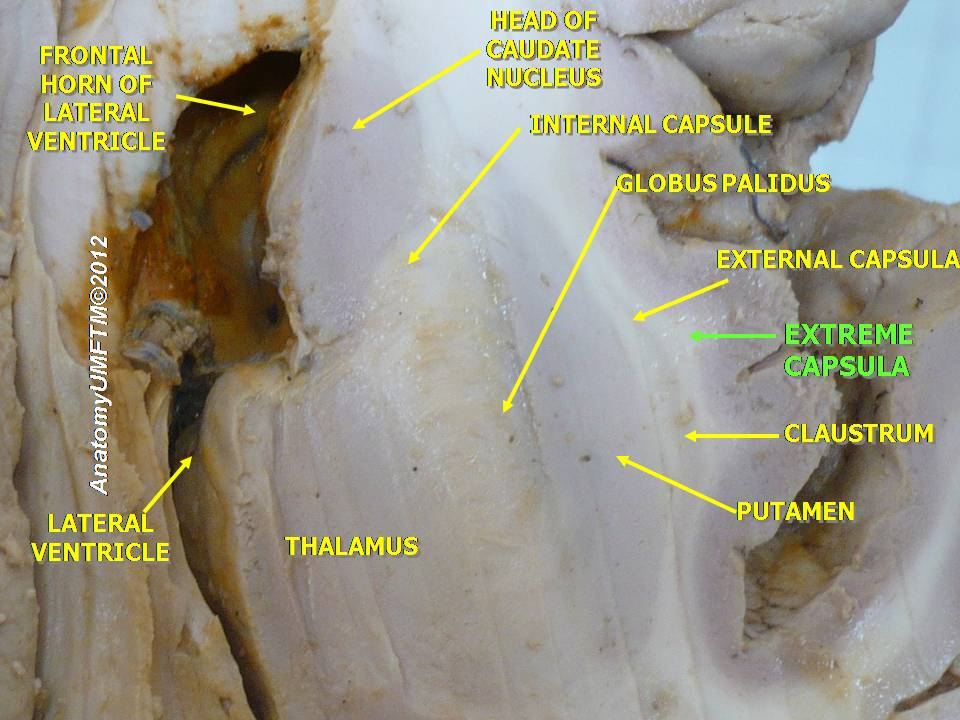
最外包。緑色で EXTREME CAPUSULA と書かれている所。
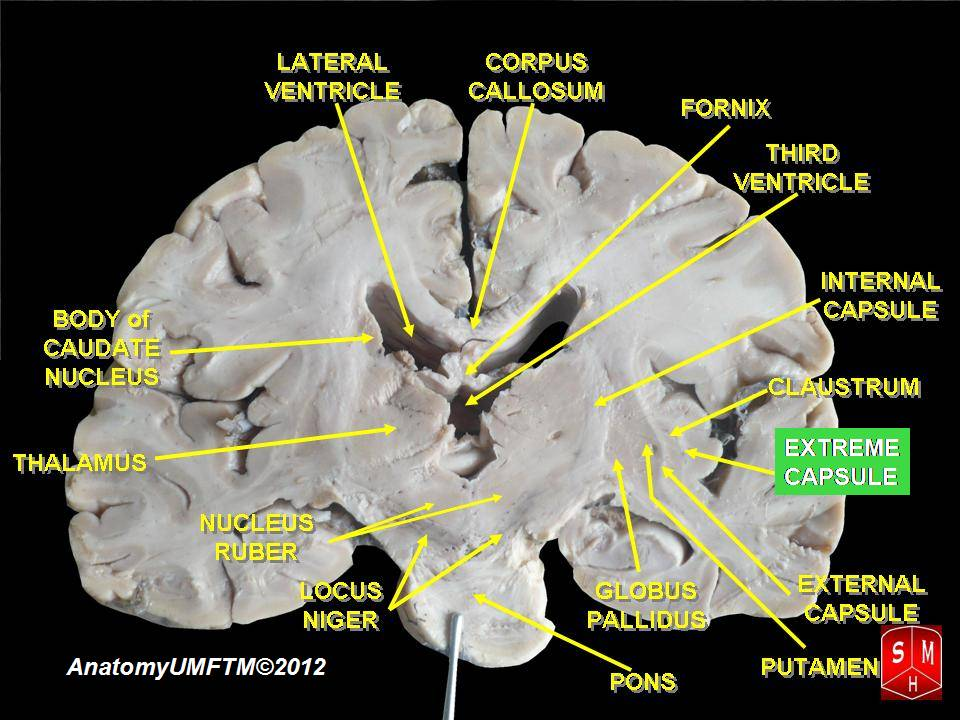
最外包。緑色で EXTREME CAPUSULA と書かれている所。